# Santa Eugenia de Berga
Santa Eugenia de Berga (oficialmente y en catalán Santa Eugènia de Berga) es un municipio español de la comarca de Osona (Barcelona), situado en el centro de la Plana de Vic, al sureste de la capital comarcal y junto al río Gurri. 

Localización de Santa Eugenia de Berga en Osona

## Patrimonio
- Iglesia de Santa Eugenia de Berga, románica del siglo XI. Fue declarada bien de interés cultural el 3 de junio de 1931.

## Demografía
Santa Eugenia de Berga cuenta con una población de 2308 habitantes (INE 2024).
| Gráfica de evolución demográfica de Santa Eugenia de Berga entre 1842 y 2021                                          |
| |
| Población de derecho según los censos de población del INE. Población de hecho según los censos de población del INE. |